# Ester Vigil
Ester Vigil (...) è un'astronoma amatoriale spagnola.
È membro dell'Agrupació Astronòmica de Sabadell.
Il Minor Planet Center le accredita la scoperta dell'asteroide 44216 Olivercabasa effettuata il 4 agosto 1998 in collaborazione con Ferrán Casarramona.